# Madagascar nos Jogos Olímpicos de Verão de 2000
Madagascar participou dos Jogos Olímpicos de Verão de 2000 em Sydney, Austrália.

## Desempenho

### Atletismo
Masculino
| Atleta                | Evento | Preliminar | Preliminar | Quartas-de-final | Quartas-de-final | Semifinal   | Semifinal   | Final       | Final       |
| Atleta                | Evento | Marca      | Posição    | Marca            | Posição          | Marca       | Posição     | Marca       | Posição     |
| --------------------- | ------ | ---------- | ---------- | ---------------- | ---------------- | ----------- | ----------- | ----------- | ----------- |
| Jean Randriamamitiana | 100 m  | 12s50      | 95º        | Não avançou      | Não avançou      | Não avançou | Não avançou | Não avançou | Não avançou |